# Коммунальник (футбольный клуб, Луганск)
«Коммунальник» — украинский футбольный клуб из города Луганск. Выступал в Первой лиге чемпионата Украины. 17 октября 2008 года прекратил членство в ПФЛ и снялся с соревнований.

## История
Клуб был создан бывшим президентом луганской «Зари» Валерием Шпичкой и получил профессиональный статус в 2007 году. В дебютном сезоне команда стала победителем своей группы и получила путевку в первую лигу, однако после 13 тура первенства 2008/2009 клуб снялся с чемпионата. Последним матчем для «Коммунальника» стал матч в Алчевске против местной «Стали» 17 октября 2008 года.

## Достижения
- Победитель Второй лиги группа Б: 2007/08

## Статистика
| Сезон   | Лига    | Поз. | И  | П  | Н | П  | З  | П  | О  | Кубок Украины | Европа | Европа |         |
| ------- | ------- | ---- | -- | -- | - | -- | -- | -- | -- | ------------- | ------ | ------ | ------- |
| 2007/08 | 2-я «Б» | 1    | 34 | 22 | 7 | 5  | 56 | 26 | 73 | 1/64 финала   |        |        | Повышен |
| 2008/09 | 1-я     |      | 13 | 2  | 1 | 10 | 12 | 31 | 7  | 1/16 финала   |        |        | Снялся  |

## Главные тренеры
- Юрий Малыгин (2007)
- Игорь Сероштан (2007)
- Анатолий Куксов (2007—2008)
- Юрий Малыгин (2008)
- Михаил Дунец (2008)